# Glacera de Pré de Bar
La glacera de Pré de Bar forma part del Massís del Mont Blanc, en el vessant de la Vall d'Aosta.
S'estén sobre una superfície de 340 hectàrees aproximadament, a la vall Ferret (comuna de Courmayeur).
És envoltat per cimeres molt importants:
- Aiguille de Triolet - 3.874 metres;[3]
- punta de Prė de Bar - 3.659 metres;
- mont Dolent - 3.819 metres;[3]
- mont Grapillon - 3.576 metres.

La seva longitud és de 3,9 quilòmetres aproximadament, és orientat cap a sud-est, la seva altitud mínima és de 2.150 metres i la seva altitud màxima és de 3.750 metres.